# Ken Loach
Kenneth Charles "Ken" Loach (n. 17 iunie 1936, Nuneaton, Anglia, Regatul Unit) este un regizor de film britanic. 
Două din filmele sale, Mângâierea vântului (2008) și Eu, Daniel Blake (2016) au fost premiate cu Palme d'Or la Festivalul Internațional de Film de la Cannes

## Filmografie
- 1965 Up the Junction
- 1965 The End of Arthur's Marriage
- 1966 Cathy Come Home
- 1967 In Two Minds
- 1967 Biata vacă (Poor Cow)
- 1969 Șoimul (Kes)
- 1969 The Big Flame
- 1971 The Rank and File
- 1971 The Save the Children Fund Film
- 1971 Viață de familie (Family Life)
- 1975 Days of Hope
- 1977 The Price of Coal
- 1979 Black Jack
- 1980 The Gamekeeper
- 1981 A Question of Leadership
- 1981 Priviri și zâmbete (Looks and Smiles)
- 1985 Which Side Are You On?
- 1986 Pământ natal (Fatherland)
- 1990 Agenda ascunsă (Hidden Agenda)
- 1991 Riff-Raff
- 1993 Ploaie de pietre (Raining Stones)
- 1994 Ladybird, Ladybird
- 1995 Pământ și libertate (Land and Freedom)
- 1995 A Contemporary Case for Common Ownership
- 1996 Cântecul Carlei (Carla's Song)
- 1997 Flacăra pâlpâitoare (The Flickering Flame) documentar
- 1997 McLibel
- 1998 Numele meu e Joe (My Name Is Joe)
- 2000 Pâine și trandafiri (Bread and Roses)
- 2001 Navigatorii (The Navigators)
- 2002 Sweet Sixteen
- 2004 Ae Fond Kiss...
- 2005 Tickets
- 2005 McLibel
- 2006 The Wind That Shakes the Barley
- 2007 It's a Free World...
- 2009 Looking for Eric
- 2010 Route Irish
- 2012 The Angels' Share
- 2013 The Spirit of '45
- 2014 Jimmy's Hall
- 2016 I, Daniel Blake
- 2016 In Conversation with Jeremy Corbyn